# Solomon Enclave
Pour les articles homonymes, voir Solomon et Enclave.
La Solomon Enclave est un groupe de trois maisons américaines situées dans le comté de Porter, en Indiana. Protégées au sein du parc national des Indiana Dunes, elles sont inscrites au Registre national des lieux historiques depuis le 27 avril 2011.
La Solomon Enclave se trouve sur la rive sud-est du lac Michigan, face à Chicago, à une cinquantaine de kilomètres à l’est de cette grande agglomération.